# Discografia de Tha Eastsidaz

A Dicografia do grupo de Hip Hop estadunidense Tha Eastsidaz consiste em dois álbuns de estúdio, uma mixtape, e três singles.

## Álbuns

### Álbuns de estúdio
| Titulo                                | Informações do álbum                                                                                        | Melhor posição nas paradas | Melhor posição nas paradas | Melhor posição nas paradas | Melhor posição nas paradas | Melhor posição nas paradas | Vendas        | Certificações   |
| Titulo                                | Informações do álbum                                                                                        | US                         | US R&B                     | US Ind.                    | AUS                        | CAN                        | Vendas        | Certificações   |
| ------------------------------------- | --- | -------------------------- | -------------------------- | -------------------------- | -------------------------- | -------------------------- | ------------- | --------------- |
| Tha Eastsidaz                         | - Lançado: 1 de Fevereiro de 2000 - Gravadora: Dogghouse, TVT - Formato: CD, LP, cassette, digital download | 8                          | 5                          | 1                          | 27                         | 8                          | - : 1,000,000 | - RIAA: Platina |
| Duces 'n Trayz: The Old Fashioned Way | - Lançado: 31 de julho de 2001 - Gravadora: Doggystyle, TVT - Formato: CD, LP, cassette, digital download   | 4                          | 2                          | 1                          | -                          | 15                         | - : 500,000   | - RIAA: Ouro    |

### Extended plays
| Titulo           | Informações do álbum                                                               |
| ---------------- | ---------------------------------------------------------------------------------- |
| That's My Work 4 | - Lançado: 15 de Julho de 2014 - Gravadora: Doggystyle - Formato: Digital download |

## Singles
| Ano  | Canção     | Posições nas paradas | Posições nas paradas | Posições nas paradas | Posições nas paradas | Posições nas paradas | Posições nas paradas | Álbum                                 |
| Ano  | Canção     | EUA 100              | EUA Rap              | US R&B               | EUA 40               | AUS ARIA             | CAN singles          | Álbum                                 |
| ---- | ---------- | -------------------- | -------------------- | -------------------- | -------------------- | -------------------- | -------------------- | ------------------------------------- |
| 1999 | "G'd Up"   | 47                   | 2                    | 19                   | 27                   | —                    | 13                   | Tha Eastsidaz                         |
| 1999 | "Got Beef" | 99                   | 38                   | 55                   | —                    | 23                   | —                    | Tha Eastsidaz                         |
| 1999 | "I Luv It" | —                    | —                    | 57                   | —                    | —                    | —                    | Duces 'n Trayz: The Old Fashioned Way |